# Henri Audoynaud
Henri Audoynaud est un peintre-verrier et émailleur français né à Limoges le 18 août 1811 et mort à Périgueux le 13 janvier 1878.

## Biographie
Henri Audoynaud a débuté très jeune dans l'atelier d'un peintre sur porcelaine. Il abandonne cet atelier en 1835 pour travailler à la recherche de nouveaux émaux et au perfectionnement de ceux connus. C'est en 1839 qu'il fait, à Paris, ses premiers essais de peinture sur verre. Il a obtenu une médaille d'or à l'exposition des beaux-arts de Bordeaux, en 1840. Jules Bories, rédacteur en chef de L'Opinion, journal du Gers, qui cherchait à s'informer sur les moyens de restaurer les vitraux d'Arnaud de Moles de la cathédrale d'Auch a rencontré en 1839 Henri Audoynaud. Celui-ci lui a montré les résultats qu'il avait obtenus.
Il expose ses œuvres à Paris en 1844. Il a alors attiré l'attention d'Alexandre Du Sommerard, créateur du musée de Cluny. 
En 1855, avec 39 autres peintres-verriers, il expose plusieurs vitraux-tableaux, entre autres un intérieur d'église d'un assez brillant effet, à l'Exposition universelle de 1855. Son nom est cité dans les revues d'architecture. En 1858, alors qu'il travaille en Dordogne, il est choisi pour être membre du jury à l'exposition des beaux-arts de Limoges.
Il continue ses recherches sur les émaux. Le 20 mai 1863, il a déposé une demande de brevet d'invention pour des pipes à bouts émaillés et illustrés qui est accordé par le décret impérial du 2 novembre 1864.
Il reçoit une médaille d'or à l'exposition des beaux-arts de Périgueux en 1864.
Il est membre de la Société historique et archéologique du Périgord, depuis sa fondation, en 1874.

## Œuvres principales
- Atur, église Notre-Dame-de-l'Assomption : deux verrières